# Jean-Pierre Enkiri
Jean-Pierre Enkiri, né le 18 février 1924 au Caire et mort à Paris le 12 juillet 2017, est un journaliste français de télévision, radio et presse écrite. Il fut producteur à France Culture durant plusieurs décennies.

## Biographie
Jean-Pierre Enkiri naît au Caire en Égypte. Il est le fils de Gabriel Enkiri, journaliste et écrivain libanais maronite, auteur entre autres de Ibrahim Pacha et Le chevalier de l'Islam. C'est dans le journal de son père qu'il fait ses premières armes, participant aux différents aspects de la vie du quotidien (rédaction d'articles, fabrication du journal). Il y travaille avec celle qui deviendra sa femme, Evelyn Salm, elle aussi fille d'expatriés et née en Égypte.
Ils quittent l’Égypte après la révolution de 1953 et s'installent en France.

### Carrière
Au début des années 1960, il est journaliste à la radio où il assure des reportages et participe à diverses émissions. Parlant français, anglais et arabe il se spécialise dans le moyen-orient.
Tout en restant présent sur les ondes, il rejoint la télévision naissante et travaille aux côtés de Pierre Desgraupes, Pierre Lazareff, Pierre Dumayet, Léon Zitrone, puis aussi de Michel Anfrol, Jean Lanzi et Bernard Volker. Grand reporter, il couvre toujours les pays du proche-orient ainsi que l'Afrique. Il accompagne ainsi le Général de Gaulle et Georges Pompidou dans plusieurs de leurs voyages. Il présente également régulièrement le journal de la nuit.
Au milieu des années 1970, il rejoint la toute nouvelle chaîne FR3. Après quelques mois en province, il arrive à la rédaction de FR3 - Île de France, dont il devient par la suite rédacteur en chef adjoint. Il y réalise des reportages de façon quotidienne, sur des sujets politiques, sociaux, économiques et culturels, le plus souvent tournés en Île de France, mais parfois à l'étranger (voyage au Japon avec Jacques Chirac et des entrepreneurs franciliens).
En parallèle, il participe régulièrement à la Revue des deux Mondes, et anime sur la radio France Culture et sur la chaîne de télévision Antenne 2 les émissions religieuses "Foi et tradition des Chrétiens orientaux", produite par Gérard Stéphanesco.
A la fin des années 1980 il se concentre presque exclusivement sur ces deux émissions, qu'il anime puis produit jusqu'au début des années 2010. Ses émissions abordent aussi bien des sujets purement religieux que des thèmes culturels et artistiques - architecture, peinture, musique... - associé à ces différentes Églises (maronite, copte, syriaque, chaldéenne, arménienne, grecque-catholique ukrainienne ou géorgienne et exceptionnellement orthodoxe). Parfois ces émissions abordent des sujets d'actualité (tremblement de terre en Arménie en 1988). Les émissions permettent aux téléspectateurs de découvrir les rites mais aussi les beautés de l'Égypte, de l'Arménie, du Liban, de la Géorgie, de la Roumanie...
Il meurt dans le 15e arrondissement de Paris à l'âge de 93 ans ,.

### Vie privée
Marié à Evelyn Salm (1931-2022), il a deux enfants.